# 坎通峰
46°18′38.3″N 9°40′43.2″E / 46.310639°N 9.678667°E
坎通峰（Cima dal Cantun），是瑞士的山峰，位於該國東南部，由格勞賓登州負責管轄，屬於布雷加格利亞山脈的一部分，海拔高度3,354米，每年平均降雨量1,693毫米。